# Шугурське сільське поселення
Шугу́рське сільське поселення (рос. Шугурское сельское поселение) — сільське поселення у складі Кондінського району Ханти-Мансійського автономного округу Тюменської області Росії.
Адміністративний центр — присілок Шугур.
Населення сільського поселення становить 577 осіб (2017; 647 у 2010, 631 у 2002).
Станом на 2002 рік існувала Каримська сільська рада з центром у присілку Шугур.

## Склад
До складу сільського поселення входять:
| Населений пункт | Населення, осіб (2002) | Населення, осіб (2010) |
| --------------- | ---------------------- | ---------------------- |
| Карим, село     | 15                     | 10                     |
| Шугур, присілок | 616                    | 637                    |